# 2020년 하계 패럴림픽 대한민국 선수단
대한민국은 2021년 8월 24일부터 9월 5일까지 일본 도쿄도에서 열린 제17회 하계 패럴림픽에 참가했다. 14개 종목에 남자 58명 여자 28명 총 86명의 선수가 참가했다. 금메달 2개, 은메달 10개, 동메달 12개로 종합순위 41위를 기록하며 대회를 마감했다.

## 메달 집계

### 종목별 메달 집계
| 종목     | 1 | 2 | 3 | 메달 합계 |
| 탁구     | 1 | 5 | 6 | 12        |
| 보치아   | 1 | 0 | 0 | 1         |
| 배드민턴 | 0 | 3 | 1 | 3         |
| 사격     | 0 | 1 | 2 | 3         |
| 유도     | 0 | 0 | 2 | 2         |
| 태권도   | 0 | 0 | 1 | 1         |

### 메달리스트

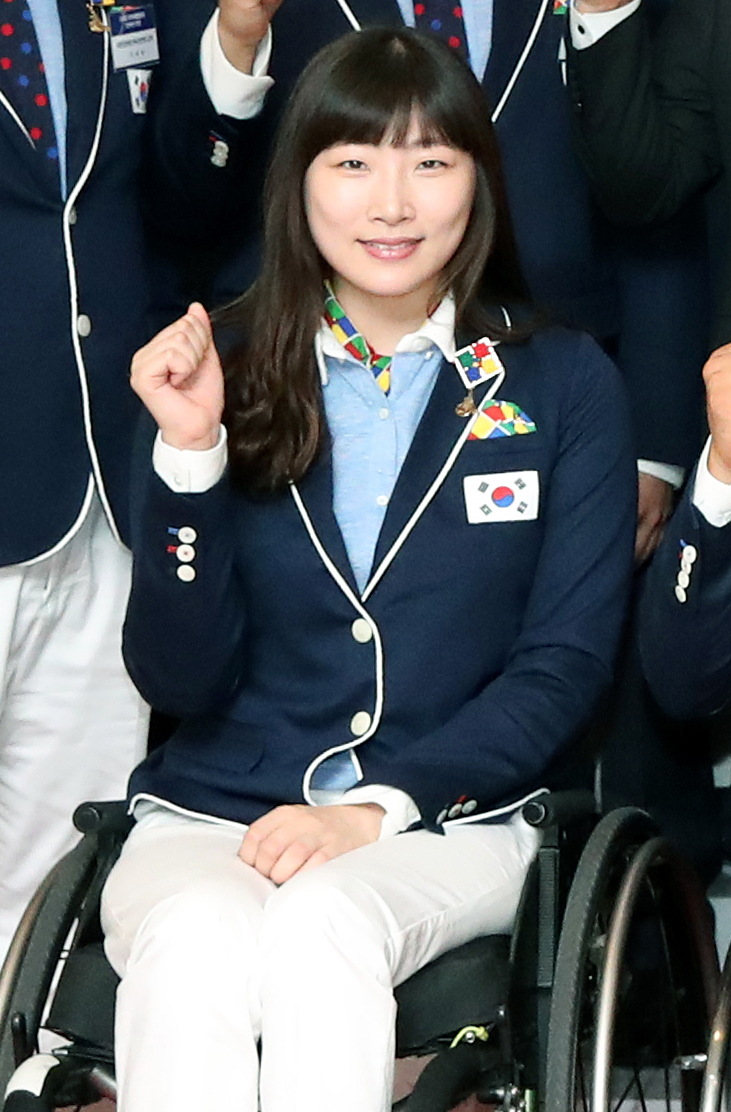
서수연은 단식(C1-2)와 단체전(C1-3)에서 은메달을 획득했다.

| 메달 | 이름                   | 종목     | 세부 종목                        | 날짜     |
| ---- | ---------------------- | -------- | -------------------------------- | -------- |
|      | 주영대                 | 탁구     | 남자 단식(C1)                    | 8월 30일 |
|      | 최예진, 정호원, 김한수 | 보치아   | 혼성 BC3 페어                    | 9월 4일  |
|      | 서수연                 | 탁구     | 여자 단식(C1-2)                  | 8월 28일 |
|      | 김현욱                 | 탁구     | 남자 단식(C1)                    | 8월 30일 |
|      | 김영건                 | 탁구     | 남자 단식(C4)                    | 8월 30일 |
|      | 박진호                 | 사격     | 혼성 R3 10m 공기소총 복사(SH1)   | 9월 1일  |
|      | 김정길, 김영건, 백영복 | 탁구     | 남자 단체(C4-5)                  | 9월 1일  |
|      | 윤지유, 이미규, 서수연 | 탁구     | 여자 단체(C1-3)                  | 9월 2일  |
|      | 차수용, 박진철, 김현욱 | 탁구     | 남자 단체(C1-2)                  | 9월 3일  |
|      | 이삼섭                 | 배드민턴 | 남자 단식 WH1                    | 9월 4일  |
|      | 김정준                 | 배드민턴 | 남자 단식 WH2                    | 9월 5일  |
|      | 김정준, 이동섭         | 배드민턴 | 남자 복식 WH1-WH2                | 9월 5일  |
|      | 이미규                 | 탁구     | 여자 단식(C3)                    | 8월 28일 |
|      | 윤지유                 | 탁구     | 여자 단식(C3)                    | 8월 28일 |
|      | 박진철                 | 탁구     | 남자 단식(C2)                    | 8월 28일 |
|      | 차수용                 | 탁구     | 남자 단식(C2)                    | 8월 28일 |
|      | 정영아                 | 탁구     | 여자 단식(C5)                    | 8월 29일 |
|      | 남기원                 | 탁구     | 남자 단식(C1)                    | 8월 30일 |
|      | 이정민                 | 유도     | 남자 81kg                        | 8월 28일 |
|      | 최광근                 | 유도     | 남자 +100kg                      | 8월 29일 |
|      | 박진호                 | 사격     | 남자 R1 10m 공기소총 입사(SH1)   | 8월 30일 |
|      | 심영집                 | 사격     | 남자 R7 50m 공기소총 3자세 (SH1) | 9월 3일  |
|      | 주정훈                 | 태권도   | 남자 75kg                        | 9월 3일  |
|      | 이동섭                 | 배드민턴 | 남자 단식 WH1                    | 9월 4일  |

## 종목별 성적

### 사격
남자
| 선수   | 세부 종목                | 예선     | 예선 | 결선      | 결선      |
| 선수   | 세부 종목                | 스코어   | 순위 | 스코어    | 최종 순위 |
| 김수완 | R1 10m 공기소총 입사 SH1 | 604.8    | 17   | 진출 실패 | 진출 실패 |
| 이장호 | R1 10m 공기소총 입사 SH1 | 618.4    | 4Q   | 161.2     | 6         |
| 박진호 | R1 10m 공기소총 입사 SH1 | 631.3    | 1Q   | 224.5     | 3         |
| 서영균 | P1 10m 공기소총 SH1      | 557-11X  | 13   | 진출 실패 | 진출 실패 |
| 박진호 | R7 50m 소총 3자세 SH1    | 1171-59X | 2Q   | 421.7     | 5         |
| 심영집 | R7 50m 소총 3자세 SH1    | 1161-54X | 5Q   | 442.5     | 3         |
| 주성철 | R7 50m 소총 3자세 SH1    | 1173-59X | 1Q   | 412.3     | 6         |

여자
| 선수   | 세부 종목                | 예선     | 예선 | 결선      | 결선      |
| 선수   | 세부 종목                | 스코어   | 순위 | 스코어    | 최종 순위 |
| 이윤리 | R2 10m 공기소총 입사 SH1 | 623.4    | 5    | 183.7     | 5         |
| 이유정 | R2 10m 공기소총 입사 SH1 | 618.0    | 9    | 진출 실패 | 진출 실패 |
| 김연미 | P2 10m 공기소총 SH1      | 560-14X  | 6    | 191.6     | 4         |
| 문예경 | P2 10m 공기소총 SH1      | 554-9X   | 10   | 진출 실패 | 진출 실패 |
| 이유정 | R8 50m 소총 3자세 SH1    | 1138-44X | 11   | 진출 실패 | 진출 실패 |
| 이윤리 | R8 50m 소총 3자세 SH1    | 1150-41X | 7    | 396.5     | 7         |

### 사이클
| 선수                 | 세부 종목           | 기록     | 순위 | 1위와의 차이 |
| 윤여근               | 남자 H4 도로 독주   | 50:13.05 | 11   | +12:44.13    |
| 윤여근               | 남자 H4 개인 도로   | DNF      | 10   |              |
| 이경화               | 여자 H1-3 도로 독주 | 42:14.22 | 9    | +10:32.75    |
| 이경화               | 여자 H1-4 개인 도로 | 1:00.34  | 10   | +4:19        |
| 이도연               | 여자 H1-4 개인 도로 | 1:00.34  | 14   | +19:13       |
| 이도연               | 여자 H4-5 도로 독주 | 55:42.91 | 10   | +10:02.86    |
| 윤여근 이도연 이경화 | 혼성 H1-5 계주      | DNF      | 10   |              |

### 수영
남자
| 선수   | 세부 종목       | 예선    | 예선 | 결선      | 결선      |
| 선수   | 세부 종목       | 기록    | 순위 | 기록      | 최종 순위 |
| 조기성 | 50m 평영 SB3    | 53.11   | 6Q   | 51.58     | 6         |
| 조기성 | 100m 자유형 S4  | 1:30.41 | 5Q   | 1:28.46   | 5         |
| 조기성 | 200m 자유형 S4  | 3:13.77 | 7Q   | 3:13.81   | 7         |
| 조기성 | 50m 자유형 S4   | 41.78   | 9    | 진출 실패 | 진출 실패 |
| 조기성 | 50m 배영 S4     | 53.48   | 14   |           |           |
| 조원상 | 100m 접영 S14   | 58.37   | 8Q   | 58.45     | 7         |
| 조원상 | 100m 배형 S14   | 1:05.71 | 15   | 진출 실패 | 진출 실패 |
| 이인국 | 100m 접영 S14   | DSQ     |      | 진출 실패 | 진출 실패 |
| 이인국 | 200m 자유형 S14 | 2:03.16 | 13   | 진출 실패 | 진출 실패 |
| 이인국 | 100m 배형 S14   | 1:00.62 | 3Q   | 1:00.98   | 5         |
| 이주영 | 200m 자유영 S14 | 2:03.68 | 14   | 진출 실패 | 진출 실패 |
| 이주영 | 200m 혼영 SM14  | 2:18.75 | 13   | 진출 실패 | 진출 실패 |

여자
| 선수   | 세부 종목      | 예선    | 예선 | 결선      | 결선      |
| 선수   | 세부 종목      | 기록    | 순위 | 기록      | 최종 순위 |
| 강정은 | 100m 접영 S14  | 1:11.36 | 9    | 진출 실패 | 진출 실패 |
| 강정은 | 100m 배영 SM14 | 1:15.86 | 11   | 진출 실패 | 진출 실패 |

### 보치아
6명의 선수가 BC1, BC2, BC3 등급에 출전했다. 혼성 페어 BC3 종목에서 최예진, 정호원, 김한수선수가 금메달을 획득했다. 이는 1988년 하계 패럴림픽에서 금메달을 획득한 이후 9번째 연속 금메달이다.
| 선수                 | 종목       | 그룹/예선                         | 그룹/예선                   | 그룹/예선                 | 그룹/예선                   | 그룹/예선 | 8강                     | 준결승                | 결승/3위 결정전             | 결승/3위 결정전 |           |
| 선수                 | 종목       | 상대선수 결과                     | 상대선수 결과               | 상대선수 결과             | 상대선수 결과               | 순위      | 상대선수 결과           | 상대선수 결과         | 상대선수 결과               | 순위            |           |
| 정성준               | 개인 BC1   | 쿠리노바 (CZE) · 승 (8-2)         | 올리베이라 (BRA) · 승 (4-2) | 츄웨이룬 (MAS) · 패 (3-9) | 와드프라딧 (THA) · 승 (2-3) | 3         | 진출 실패               | 진출 실패             | 진출 실패                   | 진출 실패       | 진출 실패 |
| 이용진               | 개인 BC2   | 산토스 (BRA) · 패 (0-11)          | 크라스탈도 (ARG) · 패 (0-6) | 타가트 (GBR) · 승 (3-2)   | 경기 없음                   | 3         | 진출 실패               | 진출 실패             | 진출 실패                   | 진출 실패       | 진출 실패 |
| 김한수               | 개인 BC3   | 윤케이호 (HKG) · 승 (4-2)         | 마세도 (POR) · 패 (3-4)     | 칼라도 (BRA) · 승 (6-0)   | 경기 없음                   | 1Q        | 미셀 (AUS) · 패 (0-8)   | 진출 실패             | 진출 실패                   | 진출 실패       | 진출 실패 |
| 정호원               | 개인 BC3   | 탁와체 (HKG) · 승 (5*-5)          | 케이스케 (JPN) · 승 (8-1)   | 카르발류 (BRA) · 승 (3-1) | 경기 없음                   | 1Q        | 페스카 (CZE) · 패 (3-7) | 진출 실패             | 진출 실패                   | 진출 실패       | 진출 실패 |
| 정성준 이용진 정소영 | 단체 BC1-2 | 슬로베니아 (SLO) · 승 (3(1)-3(0)) | 일본 (JPN) · 승 (6-5)       | 브라질 (BRA) · 패 (3-6)   | 포르투갈 (POR) · 패 (4-6)   | 4         | 진출 실패               | 진출 실패             | 진출 실패                   | 진출 실패       | 진출 실패 |
| 최예진 정호원 김한수 | 페어 BC3   | 영국 (GBR) · 승 (2(3)-2(0))       | 태국 (THA) · 승 (4-1)       | 프랑스 (FRA) · 승 (7-1)   | 그리스 (GRE) · 패 (2-3)     | 2Q        | 경기 없음               | 홍콩 (HKG) · 승 (5-2) | 일본 (JPN) · 승 (4(1)-4(0)) | 1               |           |

### 배드민턴
세계 장애인 배드민턴 랭킹에 의하여 총 7명의 선수가 배드민턴에 출전권을 획득했다. 최종 결과 은메달 3개와 동메달 1개를 획득했다.
남자
| 선수          | 종목       | 그룹/예선                                 | 그룹/예선                                     | 그룹/예선                       | 그룹/예선 | 8강                                | 준결승                                    | 결승/3위 결정전                           | 결승/3위 결정전 |
| 선수          | 종목       | 상대선수 결과                             | 상대선수 결과                                 | 상대선수 결과                   | 순위      | 상대선수 결과                      | 상대선수 결과                             | 상대선수 결과                             | 순위            |
| 이삼섭        | 단식 WH1   | 무라야마 (JPN) · 패 (21-15, 13-21, 17-21) | 미영친 (GER) · 승 (21-18, 21-13)              | 경기 없음                       | 2Q        | 흠후알 (THA) · 승 (21-14, 21-16)   | 이동섭 (KOR) · 승 (12-21, 21-7, 22-20)    | 쿼지모 (CHN) · 패 (6-21, 6r-11)           | 2               |
| 이동섭        | 단식 WH1   | 흠후알 (THA) · 승 (23-21, 21-16)          | 반트슈나이더 (GER) · 승 (17-21, 21-19, 21-17) | 경기 없음                       | 1Q        | 부전승                             | 이삼섭 (KOR) · 패 (21-12, 7-21, 20-22)    | 무라야마 (JPN) · 승 (22-20, 17-21, 21-14) | 3               |
| 김정준        | 단식 WH2   | 김경훈 (KOR) · 승 (21-19, 21-15)          | 맨조니 (AUS) · 승 (21-8, 21-9)                | 경기 없음                       | 1Q        | 부전승                             | 찬호유엔 (HKG) · 승 (15-21, 21-15, 21-15) | 카지와라 (JPN) · 패 (18-21, 19-21)        | 2               |
| 김경훈        | 단식 WH2   | 김정준 (KOR) · 패 (19-21, 15-21)          | 맨조니 (AUS) · 승 (21-8, 21-5)                | 경기 없음                       | 2Q        | 마이젠펑 (CHN) · 승 (21-13, 21-12) | 카지와라 (JPN) · 패 (14-21, 15-21)        | 찬호유엔 (HKG) · 패 (22-24, 10-21)        | 4               |
| 신경환        | 단식 SL4   | 세티아완 (INA) · 패 (8-21, 9-21)          | 딜론 (IND) · 패 (18-21, 21-15, 17-21)         | 티마롬 (THA) · 승 (21-17, 21-8) | 3         | 경기 없음                          | 진출 실패                                 | 진출 실패                                 | 진출 실패       |
| 김정준 이동섭 | 복식 WH1-2 | 태국 (THA) · 승 (21-19, 21-12)            | 프랑스 (FRA) · 승 (21-11, 21-13)              | 경기 없음                       | 1Q        | 경기 없음                          | 태국 (THA) · 승 (21-18, 21-13)            | 중화인민공화국 (CHN) · 패 (10-21, 14-21)  | 2               |

여자
| 선수          | 종목       | 그룹/예선                          | 그룹/예선                            | 그룹/예선 | 8강           | 준결승        | 결승/3위 결정전 | 결승/3위 결정전 |
| 선수          | 종목       | 상대선수 결과                      | 상대선수 결과                        | 순위      | 상대선수 결과 | 상대선수 결과 | 상대선수 결과   | 순위            |
| 강정금        | 단식 WH1   | 사토미 (JPN) · 패 (12-21, 7-21)    | 인멍루 (CHN) · 패 (16-21, 14-21)     | 3         | 진출 실패     | 진출 실패     | 진출 실패       | 진출 실패       |
| 이선애        | 단식 WH2   | 야마자키 (JPN) · 패 (20-22, 16-21) | 세킨 (TUR) · 패 (12-21, 21-9, 21-16) | 3         | 진출 실패     | 진출 실패     | 진출 실패       | 진출 실패       |
| 강정금 이선애 | 여식 WH1-2 | 일본 (JPN) · 패 (12-21, 5-21)      | 태국 (THA) · 패 (9-21, 16-21)        | 3         | 경기 없음     | 진출 실패     | 진출 실패       | 진출 실패       |

### 양궁
남자
| 선수   | 세부 종목 | 랭킹 라운드 | 랭킹 라운드 | 32강                  | 16강                                 | 8강                         | 준결승                      | 결승 / 순위 결정전  | 결승 / 순위 결정전 |           |           |
| 선수   | 세부 종목 | 점수        | 시드        | 상대 점수             | 상대 점수                            | 상대 점수                   | 상대 점수                   | 상대 점수           | 최종 순위          |           |           |
| 김민수 | 리커브    | 628         | 6           | 로카 (BRA) · 승 (6-4) | 코슐 (CZE) · 승 (6-2)                | 스미르노프 (RPC) · 승 (6-4) | 자오리우쉐 (CHN) · 패 (5-6) | 싱 (IND) · 패 (5-6) | 4                  |           |           |
| 구동섭 | W1        | 625         | 8           | 경기 없음             | 오야마 (JPN) · 패 (129(10+)–129(10)) | 다스 (IND) · 패 6–5         | 진출 실패                   | 진출 실패           | 진출 실패          | 진출 실패 | 진출 실패 |

여자
| 선수   | 세부 종목 | 랭킹 라운드 | 랭킹 라운드 | 32강                        | 16강      | 8강                         | 준결승    | 결승 / 순위 결정전 | 결승 / 순위 결정전 |           |           |
| 선수   | 세부 종목 | 점수        | 시드        | 상대 점수                   | 상대 점수 | 상대 점수                   | 상대 점수 | 상대 점수          | 최종 순위          |           |           |
| 최나미 | 컴파운드  | 652         | 20          | 사르티 (ITA) · 패 (121-140) | 진출 실패 | 진출 실패                   | 진출 실패 | 진출 실패          | 진출 실패          | 진출 실패 | 진출 실패 |
| 조장문 | 리커브    | 505         | 20          | 옥트리닌다 (AUS) · 패 (1-7) | 진출 실패 | 진출 실패                   | 진출 실패 | 진출 실패          | 진출 실패          | 진출 실패 | 진출 실패 |
| 김란숙 | 리커브    | 461         | 24          | 가오팡샤 (CHN) · 패 (3-7)   | 진출 실패 | 진출 실패                   | 진출 실패 | 진출 실패          | 진출 실패          | 진출 실패 | 진출 실패 |
| 김옥금 | W1        | 598         | 4           | 경기 없음                   | 부전승    | 코리엘 (USA) · 패 (125-127) | 진출 실패 | 진출 실패          | 진출 실패          | 진출 실패 | 진출 실패 |

혼성
| 선수          | 세부 종목 | 랭킹 라운드 | 랭킹 라운드 | 16강                  | 8강                           | 준결승                    | 결승 / 순위 결정전       | 결승 / 순위 결정전 |
| 선수          | 세부 종목 | 점수        | 시드        | 상대 점수             | 상대 점수                     | 상대 점수                 | 상대 점수                | 최종 순위          |
| 김민수 조장문 | 리커브    | 1133        | 12          | 태국 (THA) · 승 (5-4) | RPC (RPC) · 패 (2-6)          | 진출 실패                 | 진출 실패                | 진출 실패          |
| 구동섭 김옥금 | W1        | 1223        | 3           | 경기 없음             | 튀르키예 (TUR) · 승 (133-115) | 체코 (CZE) · 패 (126-141) | RPC (RPC) · 패 (127-132) | 4                  |

### 유도
남자
| 선수   | 세부 종목 | 16강전           | 8강전                       | 4강전                           | 패자부활전       | 결승 / 3,4위전                | 결승 / 3,4위전 |
| 선수   | 세부 종목 | 상대 선수 스코어 | 상대 선수 스코어            | 상대 선수 스코어                | 상대 선수 스코어 | 상대 선수 스코어              | 순위           |
| 이정민 | 81kg급    | 부전승           | 쁘띠 (FRA) · 승 (10-00)     | 라힘리 (AZE) · 패 (00-10)       |                  | 솔로비 (UKR) · 승 (10-00)     | 3              |
| 최광근 | +100kg급  | 부전승           | 자키예프 (AZE) · 승 (01-00) | 케이롤라자데 (IRI) · 패 (00-10) |                  | 페르난데스 (CUB) · 승 (10-00) | 3              |

### 육상
트랙 / 도로 경기
| 선수   | 세부 종목       | 예선    | 예선 | 결선     | 결선      |
| 선수   | 세부 종목       | 기록    | 순위 | 기록     | 최종 순위 |
| 전민재 | 여자 100m T36   | 15.41   | 3Q   | 15.51    | 8         |
| 전민재 | 여자 200m T36   | 31.37   | 3Q   | 31.17    | 4         |
| 유병훈 | 남자 100m T53   | 15.37   | 6    | 진출실패 | 진출실패  |
| 유병훈 | 남자 400m T53   | 49.29   | 3Q   | 50.02    | 7         |
| 유병훈 | 남자 800m T53   | 1:41.55 | 6    | 진출실패 | 진출실패  |
| 유병훈 | 남자 마라톤 T54 |         |      | 1:41.44  | 14        |

### 조정
오스트리아 오텐스하임에서 열린 2019년 조정 세계선수권대회 장애인 여자 싱글스컬에서 김세정이 파이널B에서 1위를 기록하며 패럴림픽 진출권을 획득했다. 파이널B에서 1위를 기록하며 최종순위 7위를 기록했다.
여자
| 선수   | 세부 종목 | 예선     | 예선 | 패자부활전 | 패자부활전 | 결선     | 결선      |
| 선수   | 세부 종목 | 기록     | 순위 | 기록       | 순위       | 기록     | 최종 순위 |
| 정혜정 | 싱글스컬  | 12:19.02 | 3    | 11:04.59   | 3q         | 12:18.83 | 7         |

### 탁구
11명의 선수는 세계랭킹으로 5명의 선수는 2019 ITTF 아시아 장애인 선수권 대회에서 패럴림픽 출전권을 획득했다. 경기 결과 대한민국은 금메달 1개 은메달 5개 동메달 6개 총 12개의 메달을 획득했다. 이중 주영대선수는 단식C1 종목에서 금메달을 획득했으며 해당 족목에서 김현욱과 남기원도 각각 은메달과 동메달을 획득하며 대한민국 선수가 금은동을 모두 획득하여 화제가 되었다.
남자
| 선수                 | 종목      | 그룹/예선                     | 그룹/예선                     | 그룹/예선 | 16강                          | 8강                           | 준결승                  | 결승                            | 결승      |
| 선수                 | 종목      | 상대선수 결과                 | 상대선수 결과                 | 순위      | 상대선수 결과                 | 상대선수 결과                 | 상대선수 결과           | 상대선수 결과                   | 순위      |
| 주영대               | 단식 C1   | 팔코 (ITA) · 승 (3-0)         | 에베르하르트 (ARG) · 승 (3-0) | 1Q        | 경기 없음                     | 이스크에르도 (CUB) · 승 (3-2) | 남기원 (KOR) · 승 (3-0) | 김현욱 (KOR) · 승 (3-1)         | 1         |
| 김현욱               | 단식 C1   | 이스크에르도 (CUB) · 승 (3-0) | 켈러 (SUI) · 승 (3-0)         | 1Q        | 경기 없음                     | 팔코 (ITA) · 승 (3-0)         | 매튜스 (GBR) · 승 (3-0) | 주영대 (KOR) · 패 (1-3)         | 2         |
| 남기원               | 단식 C1   | 매튜스 (GBR) · 패 (1-3)       | 라브로프 (RPC) · 승 (3-0)     | 2Q        | 경기 없음                     | 메이조 (HUN) · 승 (3-0)       | 주영대 (KOR) · 패 (0-3) | 진출 실패                       | 3         |
| 박진철               | 단식 C2   | 투르시오 (MEX) · 승 (3-0)     | 펄릭 (SRB) · 승 (3-0)         | 1Q        | 부전승                        | 루드로프스키 (SVK) · 승 (3-2) | 추퍼 (POL) · 패 (1-3)   | 진출 실패                       | 3         |
| 차수용               | 단식 C2   | 리아포시 (SVK) · 승 (3-0)     | 미나미 (JPN) · 승 (3-2)       | 1Q        | 부전승                        | 예지크 (UKR) · 승 (3-1)       | 라미로 (FRA) · 패 (1-3) | 진출 실패                       | 3         |
| 백영복               | 단식 C3   | 슈미트베르거 (GER) · 패 (0-3) | 토포르코프 (RPC) · 패 (2-3)   | 3         | 진출 실패                     | 진출 실패                     | 진출 실패               | 진출 실패                       | 진출 실패 |
| 김영건               | 단식 C4   | 사야고 (ESP) · 승 (3-1)       | 미할릭 (SVK) · 승 (3-2)       | 1Q        | 부전승                        | 살레 (EGY) · 승 (3-0)         | 투란 (TUR) · 승 (3-1)   | 오즈투르크 (TUR) · 패 (1-3)     | 2         |
| 김정길               | 단식 C4   | 날레젤 (CZE) · 패 (1-3)       | 질카 (POL) · 승 (3-1)         | 2Q        | 트라브니체크 (SVK) · 패 (3-1) | 진출 실패                     | 진출 실패               | 진출 실패                       | 진출 실패 |
| 박홍규               | 단식 C6   | 알후세이니 (EGY) · 승 (3-0)   | 첸차오 (CHN) · 승 (3-1)       | 1Q        | 부전승                        | 폴 (GBR) · 패 (2-3)           | 진출 실패               | 진출 실패                       | 진출 실패 |
| 김기태               | 단식 C11  | 팔로스 (HUN) · 패 (1-3)       | 고야 (JPN) · 승 (3-1)         | 2Q        | 경기 없음                     | 플로리안 (BEL) · 패 (1-3)     | 진출 실패               | 진출 실패                       | 진출 실패 |
| 차수용 박진철 김현욱 | 단체 C1-2 | 경기 없음                     | 경기 없음                     | 경기 없음 | 경기 없음                     | 스페인 (ESP) · 승 (2-0)       | 폴란드 (POL) · 승 (2-1) | 프랑스 (FRA) · 패 (0-2)         | 2         |
| 남기원 주영대        | 단체 C3   | 경기 없음                     | 경기 없음                     | 경기 없음 | 경기 없음                     | 태국 (THA) · 패 (0-2)         | 진출 실패               | 진출 실패                       | 진출 실패 |
| 김영건 김정길 백영복 | 단체 C4-5 | 경기 없음                     | 경기 없음                     | 경기 없음 | 경기 없음                     | 폴란드 (POL) · 승 (2-1)       | 프랑스 (FRA) · 승 (2-0) | 중화인민공화국 (CHN) · 패 (0-2) | 2         |

여자
| 선수                 | 종목      | 그룹/예선                   | 그룹/예선                 | 그룹/예선             | 그룹/예선 | 16강          | 8강                              | 준결승                      | 결승                            | 결승      |
| 선수                 | 종목      | 상대선수 결과               | 상대선수 결과             | 상대선수 결과         | 순위      | 상대선수 결과 | 상대선수 결과                    | 상대선수 결과               | 상대선수 결과                   | 순위      |
| 서수연               | 단식 C1-2 | 푸쉬파셰바 (RPC) · 승 (3-2) | 알미리슬 (KSA) · 승 (3-0) | 경기 없음             | 1Q        | 경기 없음     | 프르볼로비치 (SRB) · 승 (3-0)    | 올리베이라 (BRA) · 승 (3-1) | 류징 (CHN) · 패 (1-3)           | 2         |
| 윤지유               | 단식 C3   | 카노바 (SVK) · 승 (3-0)     | 산토스 (BRA) · 승 (3-0)   | 경기 없음             | 1Q        | 부전승        | 아넬라 무지니치 (CRO) · 승 (3-1) | 쉬에후안 (CHN) · 패 (2-3)   | 진출 실패                       | 3         |
| 이미규               | 단식 C3   | 리첸 (CHN) · 승 (3-0)       | 파텔 (IND) · 승 (3-1)     | 경기 없음             | 1Q        | 부전승        | 브루넬리 (ITA) · 승 (3-0)        | 카노바 (SVK) · 패 (1-3)     | 진출 실패                       | 3         |
| 정영아               | 단식 C5   | 판지아민 (CHN) · 승 (3-2)   | 레오넬리 (CHI) · 승 (3-0) | 경기 없음             | 1Q        | 경기 없음     | 링감 (THA) · 승 (3-1)            | 장변 (CHN) · 패 (0-3)       | 진출 실패                       | 3         |
| 이근우               | 단식 C6   | 알리에바 (RPC) · 패 (1-3)   | 알다예니 (IRQ) · 승 (3-1) | 경기 없음             | 2Q        | 경기 없음     | 체바니카 (RPC) · 패 (2-3)        | 진출 실패                   | 진출 실패                       | 진출 실패 |
| 문성금               | 단식 C6   | 체바니카 (RPC) · 패 (1-3)   | 그레베 (GER) · 패 (0-3)   | 경기 없음             | 3         | 경기 없음     | 진출 실패                        | 진출 실패                   | 진출 실패                       | 진출 실패 |
| 김성옥               | 단식 C7   | 왕루이 (CHN) · 패 (0-3)     | 산토스 (BRA) · 승 (3-0)   | 경기 없음             | 2Q        | 경기 없음     | 존 (NED) · 패 (1-3)              | 진출 실패                   | 진출 실패                       | 진출 실패 |
| 김군해               | 단식 C9   | 팩 (POL) · 패 (1-3)         | 파리노스 (BRA) · 패 (1-3) | 리나 (AUS) · 승 (3-1) | 3         | 경기 없음     | 경기 없음                        | 진출 실패                   | 진출 실패                       | 진출 실패 |
| 서수연 윤지유 이미규 | 단체 C1-3 | 경기 없음                   | 경기 없음                 | 경기 없음             | 경기 없음 | 경기 없음     | 브라질 (BRA) · 승 (2-1)          | 크로아티아 (CRO) · 승 (2-0) | 중화인민공화국 (CHN) · 패 (0-2) | 2         |
| 김성옥 문성금 이근우 | 단체 C1-3 | 경기 없음                   | 경기 없음                 | 경기 없음             | 경기 없음 | 경기 없음     | 프랑스 (FRA) · 패 (0-2)          | 진출 실패                   | 진출 실패                       | 진출 실패 |

### 태권도
주정훈선수가 아시아 최종예선에서 우승하며 대한민국 선수로서 유일하게 올림픽 진출권을 획득했다. 75kg급(K44) 종목에 출전하여 동메달을 획득했다.
남자
| 선수   | 세부 종목 | 16강전                          | 8강전            | 4강전            | 패자부활전1             | 패자부활전2                 | 결승 / 3,4위전                  | 결승 / 3,4위전 |
| 선수   | 세부 종목 | 상대 선수 스코어                | 상대 선수 스코어 | 상대 선수 스코어 | 상대 선수 스코어        | 상대 선수 스코어            | 상대 선수 스코어                | 순위           |
| 주정훈 | 75kg급    | 이살디비로프 (RPC) · 패 (31-35) | 진출 실패        | 진출 실패        | 파티 (TUR) · 승 (40-31) | 아부잘리 (AZE) · 승 (46-32) | 이살디비로프 (RPC) · 승 (24-14) | 3              |

### 휠체어 농구
2019년 국제휠체어농구협회(IWBF) 아시아·오세아니아 챔피언십대회에서 준우승을 하며 상위 4팀까지 주어지는 패럴림픽 진출권을 획득했다. 이는 2000년 하계 패럴림픽 이후 21년 만이다. 조별리그에서 5위를 기록했고 9-10위 결정전에서 이란에게 패배하며 최종순위 10위를 기록했다.
조별 리그 : A조
| 팀             | 경기 | 승 | 패 | 득  | 실  | 차   | 승점 | 결과           |
| -------------- | ---- | -- | -- | --- | --- | ---- | ---- | -------------- |
| 스페인 (ESP)   | 5    | 5  | 0  | 375 | 272 | +103 | 10   | 8강 진출       |
| 일본 (JPN)     | 5    | 4  | 1  | 312 | 298 | +14  | 9    | 8강 진출       |
| 튀르키예 (TUR) | 5    | 3  | 2  | 353 | 327 | +26  | 8    | 8강 진출       |
| 캐나다 (CAN)   | 5    | 2  | 3  | 307 | 333 | -26  | 7    | 8강 진출       |
| 대한민국 (KOR) | 5    | 1  | 4  | 305 | 332 | -27  | 6    | 9-10위 결정전  |
| 콜롬비아 (COL) | 5    | 0  | 5  | 256 | 346 | -90  | 5    | 11-12위 결정전 |

- 8월 25일  스페인 65 : 53  대한민국
- 8월 26일  대한민국 70 : 80  튀르키예
- 8월 27일  일본 59 : 52  일본
- 8월 28일  대한민국 66 : 54  콜롬비아
- 8월 29일  캐나다 74 : 64  대한민국

9-10위 결정전
- 9월 2일  대한민국 54 : 64  이란

## 같이 보기
- 2020년 하계 올림픽 대한민국 선수단